# Trenčín
Trenčín (på tyska Trentschin, på ungerska Trencsén) är en stad i västra Slovakien, nära gränsen till Tjeckien. Staden med sina 56 000 invånare (2011) är huvudort i Trenčín-regionen. Området har varit bebott sedan länge och en av de äldsta resterna är en romersk inskription från år 179.
Stadsbilden utgörs till stor del av det medeltida slottet, som är det tredje största i Slovakien. Nedanför slottet ligger historisk bebyggelse med boningshus, en kyrka och trappor.